# Jevgenij Kuznetsov (fotbollsspelare)
Jevgenij Kuznetsov (ryska: Евгений Борисович Кузнецов), född den 30 augusti 1961 i Jaroslavl, Sovjetunionen (nuvarande Ryssland), är en rysk fotbollstränare och tidigare fotbollsspelare (sovjetisk/rysk) som med det Sovjetiska landslaget tog OS-guld vid de olympiska sommarspelen 1988 i Seoul.

## Klubbhistorik
- 1980–1981  Sjinnik Jaroslavl
- 1982–1989  Spartak Moskva
- 1990–1993  Norrköping
- 1994–1995  Skellefteå
- 1995  Lokomotiv Moskva
- 1996  Chunnam Dragons
- 1997  Östers
- 1997–1998  Mjällby
- 1999–2000  Karlskrona

### Webbkällor
- Denna artikel är helt eller delvis översatt från motsvarande artikel på engelska wikipedia.
- Sports-reference.com (engelska)